# Marcello Foa
Marcello Luigi Foa (né le 30 septembre 1963 à Milan) est un journaliste et un écrivain italo-suisse. Né dans une famille d'origine juive, il se déclare catholique. Depuis le 26 septembre 2018, il est le président de la Rai. 

## Biographie
Marcello Foa est diplômé en sciences politiques à Milan. Il déménage ensuite à Lugano, où il devient chronique pour des journaux locaux. 
Il travaille à partir de 1989 pour le quotidien Il Giornale ; il y reste une vingtaine d’années avant de gagner la Suisse, où il rejoint Timedia Holding et son quotidien, le Corriere del Ticino, en 2011. Il collabore aussi avec la BBC et Russia Today.
En août 2018, il est proposé une première fois pour prendre la tête de la Rai, mais sa candidature est rejetée par la commission italienne chargée de sa validation, sur fond de conflit entre Silvio Berlusconi et Matteo Salvini (le premier souhaitant avoir l'assurance qu'il ne présenterait pas de loi sur le conflit d'intérêts, pouvant mettre en danger son groupe médiatique). Foa est finalement approuvé le 26 septembre, mais ne fait pas l’unanimité, notamment auprès des journalistes de la Rai. Lui sont reprochées ses positions contre la vaccination obligatoire, sa proximité avec Salvini, ou encore la propagation de fake news concernant la candidate démocrate américaine Hillary Clinton en 2016.